# معبد چیئون

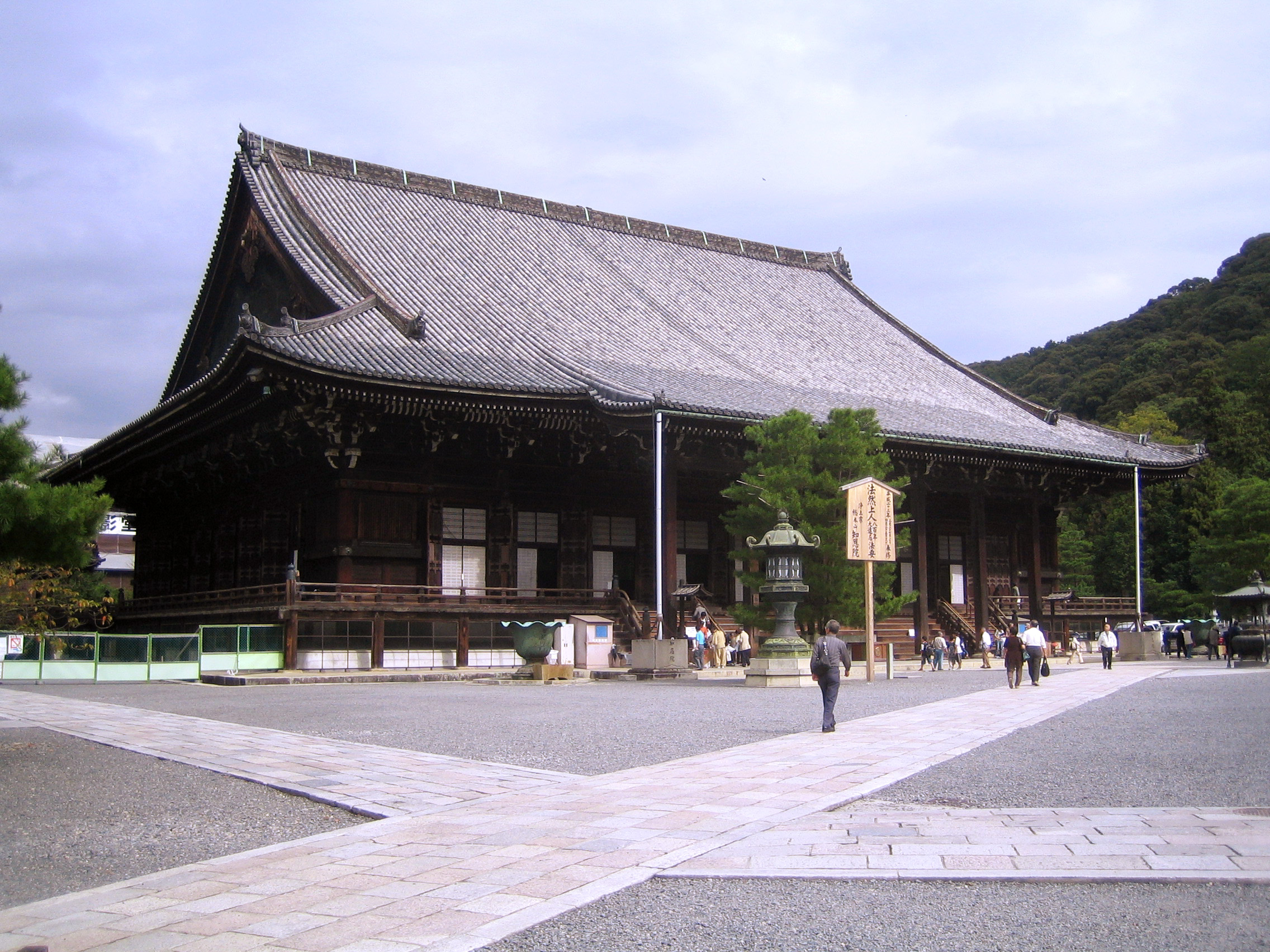
تالار اصلی معبد چیئون (御影堂)

معبد چیئون (به ژاپنی: 知恩院 Chion-in) معبد و مقر فرقه جودو در کیوتو در ژاپن است که توسط هونئن (۱۱۳۳–۱۲۱۲) تأسیس شده‌است، هونئن اظهار می‌کرد که توسط خواندن نیانفو (نام آمیدا بودا) انسان‌ها دوباره در بهشت غربی آمیدا بودا (سرزمین پاک) متولد خواهند شد.